# Fusulinidae
Fusulinidae es una familia de foraminíferos bentónicos de la superfamilia Fusulinoidea, del suborden Fusulinina y del Orden Fusulinida. Su rango cronoestratigráfico abarca desde el Moscoviense (Carbonífero superior) hasta el Murgabiense (Pérmico superior).

## Discusión
Clasificaciones más recientes incluyen Fusulinidae en la subclase Fusulinana de la clase Fusulinata.

## Clasificación
Fusulinidae incluye a las siguientes subfamilias y géneros:
- Subfamilia Fusulinellinae, también considerado en la familia Fusulinellidae
  - Dagmarella †
  - Fusulinella †
  - Obsoletes †, también considerado en la familia Triticitidae
  - Plectofusulina †
  - Profusulinella †
  - Protriticites †
  - Pseudofusulinella †
  - Taitzehoella †
  - Thompsonella †
  - Uralofusulinella †
  - Waeringella †
  - Yangchienia †
- Subfamilia Fusulininae
  - Akiyoshiella †
  - Bartramella †
  - Beedeina †
  - Dutkevichella †
  - Fusulina †
  - Hanostaffella †
  - Hemifusulina †
  - Hemifusulinella †
  - Hidaella †
  - Pseudotriticites †
  - Putrella †
  - Quasifusulina †
  - Quasifusulinoides †
  - Xenostaffella †
- Subfamilia Eofusulininae
  - Eofusulina †
  - Neofusulina †
  - Paraeofusulina †
  - Verella †
- Subfamilia Wedekindellininae, también considerado en la familia Fusulinellidae
  - Eowaeringella †
  - Eowedekindellina †
  - Frumentella †
  - Parafusulinella †
  - Parawedekindellina †
  - Pseudowedekindellina †
  - Wedekindellina †

Otras subfamilias consideradas en Fusulinidae han sido:
- Subfamilia Beedeininae
  - Beedeina †
- Subfamilia Quasifusulininae
  - Quasifusulina †
  - Quasifusulinoides †
- Subfamilia Pulchrellinae. también considerado en la familia Fusulinellidae
  - Eowaeringella †
  - Kanmeraia †
  - Pulchrella †
  - Usvaella †

Otros géneros considerados en Fusulinidae son:
- Epifusulina † de la subfamilia Quasifusulininae, aceptado como Quasifusulina
- Kanmeraia † de la subfamilia Fusulinellinae, aceptado como subgénero de Pseudofusulinella, es decir, Pseudofusulinella (Kanmeraia)
- Moellerites † de la subfamilia Fusulinellinae, aceptado como subgénero de Fusulinella, es decir, Fusulinella (Moellerites)
- Neofusiella † de la subfamilia Fusulinellinae, aceptado como subgénero de Profusulinella, es decir, Profusulinella (Neofusiella)
- Pulchrella † de la subfamilia Fusulinellinae, aceptado como Pseudofusulinella
- Schellwienia † de la subfamilia Fusulininae, considerado subgénero de Fusulina, es decir, Fusulina (Schellwienia), y aceptado como Fusulina
- Sunghonella † de la subfamilia Fusulinellinae, aceptado como Dagmarella
- Wedekindia † de la subfamilia Wedekindellininae, sustituido por Wedekindellina

Otro género de Fusulinidae no asignado a ninguna subfamilia es:
- Eozawainella, de posición taxonómica incierta